# Leskia longirostris
Leskia longirostris är en tvåvingeart som först beskrevs av Villeneuve 1937.  Leskia longirostris ingår i släktet Leskia och familjen parasitflugor. Inga underarter finns listade i Catalogue of Life.